# Matija Nenadović
Matija Nenadović (în sârbă Матеја Ненадовић; n. 26 februarie 1777, Brankovina⁠(d), Districtul Kolubara, Serbia – d. 11 decembrie 1854, Valjevo, Districtul Kolubara, Serbia), cunoscut și sub numele de Prota Mateja, a fost un arhipreot, scriitor și politician sârb, care a deținut funcția de prim-ministru al Serbiei între anii 1805 și 1807. A fost un lider de seamă în cadrul Primei Răscoale Sârbe.

## Biografie

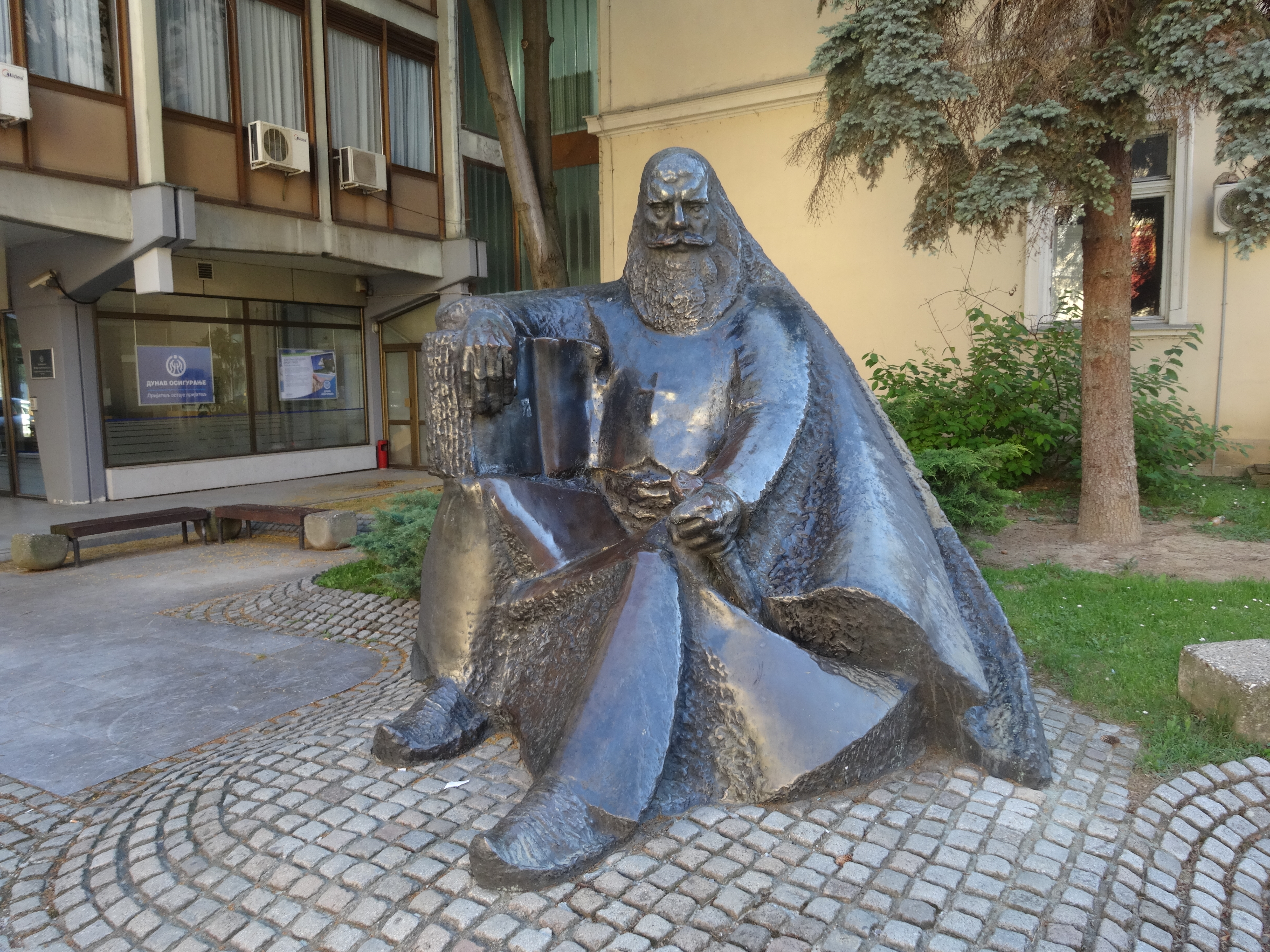
Monumentul lui Matija Nenadović din Valjevo

La vârsta de șaisprezece ani, a fost hirotonit preot, iar câțiva ani mai târziu a fost promovat la rangul de arhipreot (în sârbă Протојереј), cunoscut colocvial drept prota (în sârbă прота) al orașului Valjevo. Tatăl său, Aleksa Nenadović, Knez (magistrat-șef) al districtului Valjevo, era unul dintre cei mai populari și respectați oameni printre dintre sârbi la începutul secolului al XIX-lea. Când cei patru lideri ai ienicerilor din sangeacul de Semendria au considerat că singura modalitate de a preveni o răscoală generală a sârbilor era să îi intimideze prin uciderea tuturor conducătorilor lor principali, Aleksa Nenadović (1749–1804) a fost una dintre primele victime. Politica ienicerilor, în loc să prevină, a provocat imediat o răscoală generală a sârbilor împotriva turcilor.
Prota Mateja a devenit locotenent-comandant al insurgenților din districtul Valjevo (1804), dar nu a deținut această funcție pentru mult timp, deoarece Karađorđe l-a trimis în 1805 într-o misiune secretă la Sankt Petersburg, iar ulterior l-a angajat aproape constant ca trimis diplomatic al Serbiei în Rusia, Austria, București și Constantinopol. După căderea lui Karađorđe (1813), noul lider al sârbilor, Miloš Obrenović, l-a trimis pe Prota Mateja ca reprezentant al Serbiei la Congresul de la Viena (1814–1815), unde a pledat neobosit cauza sârbilor. 
Memoriile lui Prota Mateja (Memoari Prote Mateje Nenadovića) sunt cea mai valoroasă sursă pentru istoria primei și a a doua răscoale sârbe împotriva turcilor.
El a avut un frate, Sima, care a fost voievod. Unchiul său patern, Jakov Nenadović, a jucat un rol la fel de important în Serbia, fiind primul ministru de interne. Mateja Nenadović a avut un fiu, Ljubomir Nenadović.
Nenadović a fost francmason.

## Opere
Este cel mai cunoscut pentru lucrarea sa Memoriile Protei Nenadović. De asemenea, a scris și alte memorii și literatură documentară.

## Moștenire
Este inclus în cartea Cei 100 cei mai proeminenți sârbi.